# Reno 1868 FC
Der Reno 1868 Football Club war ein Fußball-Franchise der USL Championship aus Reno, Nevada.

## Geschichte
Am 16. September 2015 gab die USL bekannt, dass ein Franchise aus Reno, Nevada ab der Saison 2017 an der United Soccer League teilnehmen wird. Als Eigentümer wurde Herbert Simon, Gründer der Immobilienfirma Simon Property, benannt.
Der Name Reno 1868 FC wurde über einen Online-Wettbewerb ermittelt.
Am 29. Juni 2016 wurde eine Partnerschaft mit den San Jose Earthquakes geschlossen. Im Zuge dessen wurde auch vereinbart, dass San Jose die Kontrolle über die Zusammensetzung des Trainerteams übernimmt. Somit wurde der bisherige Assistenztrainer der Earthquakes, Ian Russell, zum ersten Trainer der Mannschaft ernannt.
Nach der Saison 2020 stellte das Franchise aufgrund der finanziellen Belastungen durch die COVID-19-Pandemie den Spielbetrieb ein.